# Himantopterus caudata
Himantopterus caudata är en fjärilsart som beskrevs av Moore 1879. Himantopterus caudata ingår i släktet Himantopterus och familjen Himantopteridae. Inga underarter finns listade i Catalogue of Life.